# Municipio de Cleveland (Míchigan)
El municipio de Cleveland (en inglés: Cleveland Township) es un municipio ubicado en el condado de Leelanau en el estado estadounidense de Míchigan. En el año 2010 tenía una población de 1031 habitantes y una densidad poblacional de 5,64 personas por km².

## Geografía
El municipio de Cleveland se encuentra ubicado en las coordenadas 44°57′8″N 85°54′30″O / 44.95222, -85.90833. Según la Oficina del Censo de los Estados Unidos, el municipio tiene una superficie total de 182.95 km², de la cual 79.48 km² corresponden a tierra firme y (56.56%) 103.47 km² es agua.

## Demografía
Según el censo de 2010, había 1031 personas residiendo en el municipio de Cleveland. La densidad de población era de 5,64 hab./km². De los 1031 habitantes, el municipio de Cleveland estaba compuesto por el 96.51% blancos, el 0.1% eran afroamericanos, el 1.16% eran amerindios, el 0.29% eran asiáticos, el 0.1% eran isleños del Pacífico, el 0.68% eran de otras razas y el 1.16% pertenecían a dos o más razas. Del total de la población el 1.07% eran hispanos o latinos de cualquier raza.